# Sixteen
Sixteen, później występujący pod nazwami Seventeen i Sixteen-Seventeen – polski zespół popowy założony w 1997.

## Historia
Zespół zadebiutował w czerwcu 1997 singlem „Spadające myśli”. W październiku tego samego roku muzycy wydali swój debiutancki album studyjny pt. Lawa, który za sprzedaż w ponad 100 tys. egzemplarzy zyskał status platynowej płyty. Potwierdzeniem sukcesu grupy były nagrody: PlayBox za najlepszy debiut radiowy 1997 i nagroda czasopisma Machina za debiut roku oraz nominacja do Fryderyka za fonograficzny debiut roku.
W maju 1998 zespół, reprezentując Polskę z utworem „To takie proste”, zajął 17. miejsce w finale 43. Konkursu Piosenki Eurowizji w Birmingham. 13 czerwca tego samego roku zmarł lider i kompozytor większości przebojów Sixteen – Jarosław Pruszkowski, po czym zespół się rozpadł. Renata Dąbkowska wówczas zaczęła karierę solową, a reszta grupy kontynuowała działalność pod nazwą Seventeen (i Sixteen-Seventeen) z Grzegorzem Klocem jako nowym liderem. Grupa wydała dwa albumy, które nie powtórzyły one sukcesu Lawy: płytę pt. Szalona (1999) sprzedano w 25 tys. egzemplarzy, a Chłopak i Dziewczyna (2001) – w 4 tys. sztuk. W 2004 zespół wydał singel „Ulica i Ty”, który miał być zapowiedzią powrotu zespołu i nowej płyty, która jednak nigdy nie została wydana.

## Skład

### Obecni członkowie
- Janusz Witaszek – gitara basowa
- Tomasz Stryczniewicz – perkusja
- Mirosław Hoduń – instrumenty klawiszowe
- Grzegorz Kloc – wokal, gitara
- Olga Pruszkowska – skrzypce, chórki

### Byli członkowie
- Jarosław Pruszkowski (zm. 1998) – gitara
- Renata Dąbkowska – wokal

## Dyskografia
| Rok  | Tytuł                                                                                          | Certyfikat ZPAV   |
| ---- | ---------------------------------------------------------------------------------------------- | ----------------- |
| 1997 | Lawa (jako Sixteen) - Data: październik 1997 - Wydawca: PolyGram Polska                        | - platynowa płyta |
| 1999 | Szalona (jako Seventeen) - Data: 15 lutego 1999 - Wydawca: EMI Music Poland                    |                   |
| 2001 | Chłopak i dziewczyna (jako Sixteen-Seventeen) - Data: 3 marca 2001 - Wydawca: EMI Music Poland |                   |

### Single
| Rok                            | Tytuł                       | Pozycja na liście |
| Rok                            | Tytuł                       | WiR               |
| Sixteen                        | Sixteen                     | Sixteen           |
| ------------------------------ | --------------------------- | ----------------- |
| 1997                           | „Spadające myśli”           | 5                 |
| 1997                           | „Twoja lawa”                | 1                 |
| 1998                           | „Obudź we mnie Wenus”       | 3                 |
| 1998                           | „To takie proste”           | –                 |
| 1998                           | „Boskie lato”               | 1                 |
| Seventeen i Sixteen-Seventeen  |                             |                   |
| 1998                           | „Niezwyczajna miłość”       | 6                 |
| 1998                           | „Co mi dasz”                | –                 |
| 1999                           | „Daj słowo”                 | 1                 |
| 1999                           | „Piękna i wulkan”           | 2                 |
| 1999                           | „Obsesja”                   | –                 |
| 2000                           | „Kochaj... bo”              | –                 |
| 2000                           | „Z...akochałam się w Tobie” | –                 |
| 2001                           | „Pałałam do Ciebie”         | –                 |
| 2001                           | „Obudź we mnie Wenus 2001”  | –                 |
| 2004                           | „Ulica Ja i Ty”             | 2                 |
| 2010                           | „Małe zło”                  | 14                |
| 2012                           | „2 światy”                  | 3                 |
| 2013                           | „Nie wyprzedzaj (to ja)”    | –                 |
| 2013                           | „Moja i twoja piosenka”     | –                 |
| „–” pozycja nie była notowana. |                             |                   |